# La millor germana
La millor germana (títol original en anglès, The Better Sister) és una sèrie de televisió de thriller estatunidenca dirigida per Craig Gillespie i protagonitzada per Jessica Biel i Elizabeth Banks. És una adaptació de la novel·la homònima del 2019 d'Alafair Burke. La sèrie es va estrenar el 29 de maig de 2025, amb subtítols en català.
El rodatge va començar a Nova York el juny de 2024, i va acabar l'octubre de 2024.